# 詹姆斯·贝克
詹姆斯·艾迪生·贝克三世（James Addison Baker III，1930年4月28日—），生于德克萨斯州休士頓。美国政治家，曾任美國白宮幕僚長、美国财政部长、美国国务卿和商務部次長。毕业于美国希尔中学、普林斯頓大學文學士、德州大學法學博士。

## 荣誉

### 外国勋章奖章
- 旭日大绶章（日本，2015年11月3日公布[1]）